# La Pobla de Mafumet
Pobla de Mafumet,

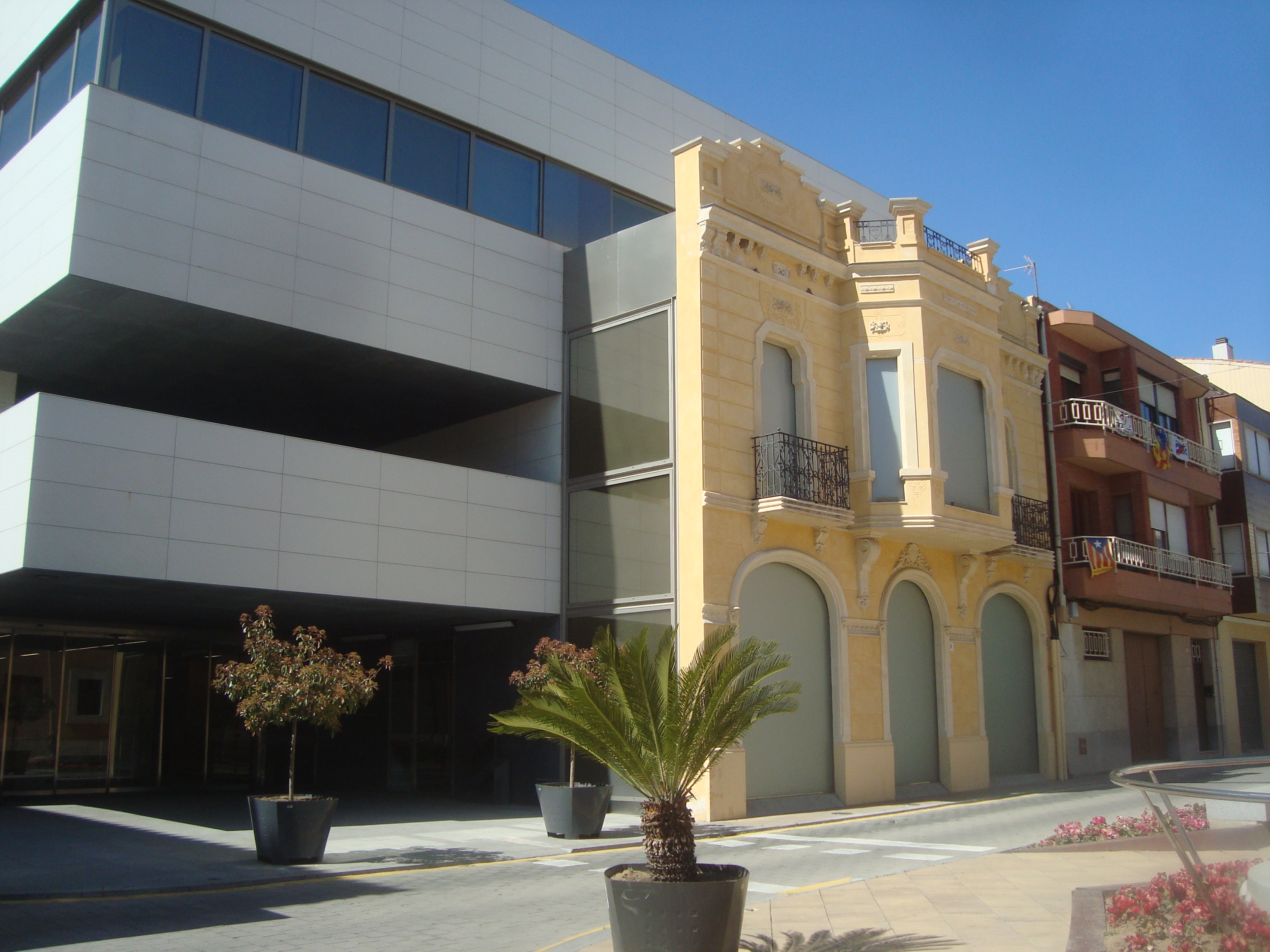
La Pobla de Mafumet

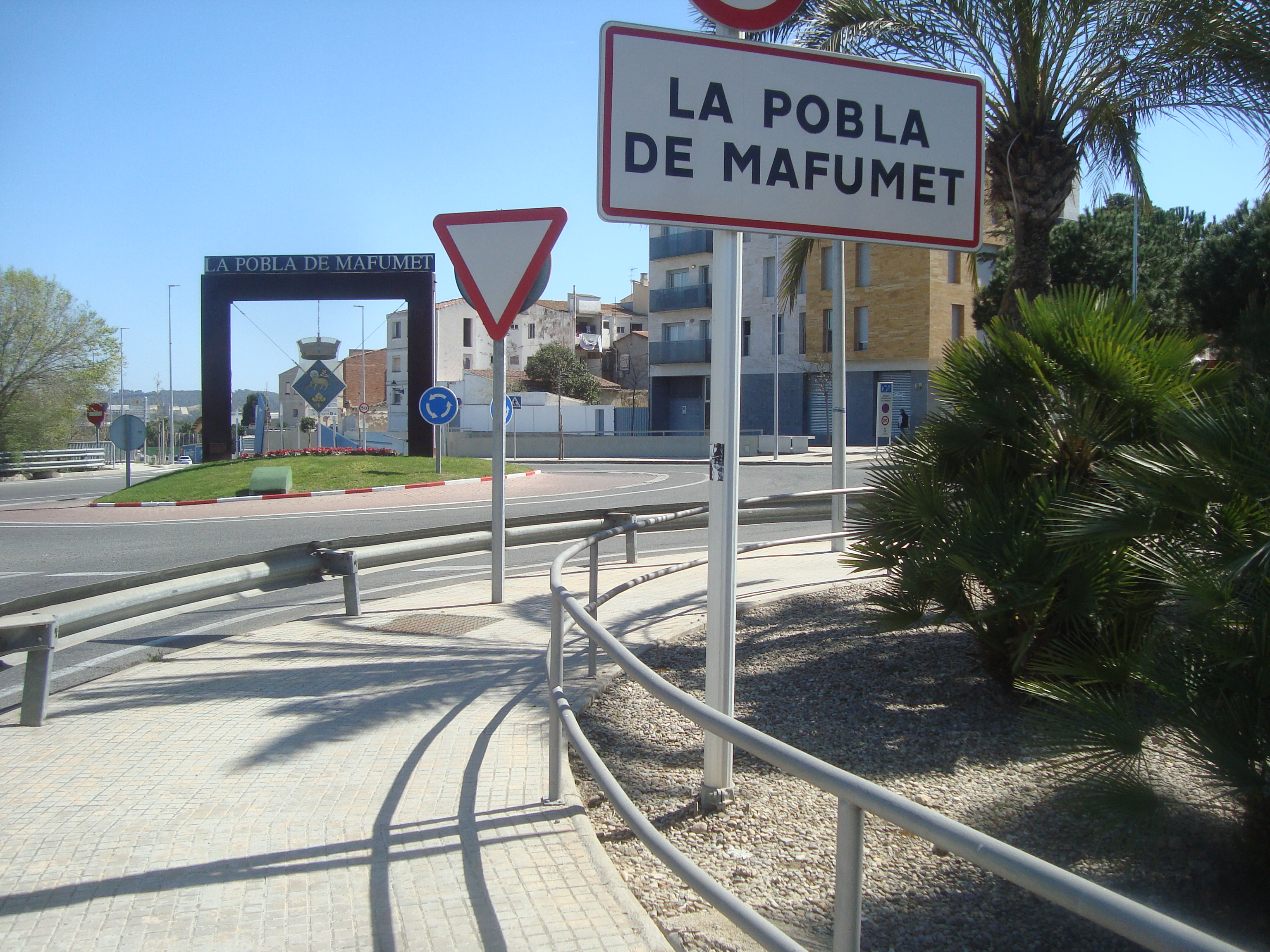
La Pobla de Mafumet

La Pobla de Mafumet là một đô thị thuộc tỉnh Tarragona trong cộng đồng tự trị Catalonia, phía bắc Tây Ban Nha. Đô thị này có diện tích là 6,2 ki-lô-mét vuông, dân số năm 2009 là 2403 người với mật độ người/km². Đô thị này có cự ly km so với Tarragona.